# Sou Eu
"Sou Eu" es una canción de la cantante brasileña Ludmilla. Fue lanzada el 29 de agosto de 2016 en todas las estaciones de radio de Brasil y se incluye en el segundo álbum de estudio de la artista titulado "A Danada Sou Eu". El video musical fue lanzado el 28 de octubre de 2016 en Youtube.

## Lista de canciones
- Download digital

1. "Sou Eu" - 2:38[4]